# 금산인삼축제
금산인삼축제는 대한민국 충청남도 금산군 주최로 개최되는 지역 축제이다. 인삼에 관련된 인삼캐기체험 , 인삼.약초병 만들기 등이 행해진다.

## 수상 내역
- 2010년 IFEA(세계축제협회)『축제 이벤트 도시』로 선정[3]
- IFEA(세계축제협회) 피나클어워드 8년 연속 수상(2009~2016)
- 2018 대한민국' 축제콘텐츠대상’에서 축제경제 부문 대상[4]

## 같이 보기
- 금산세계인삼엑스포